# قائمة الكتب حول الأحساء
هذه قائمة مرتبة ترتيبًا زمنيًا للكتب التي كتبت عن الأحساء، محافظة في المنطقة الشرقية السعودية، وأحد أقاليم التاريخية في شبه الجزيرة العربية، بأسماء البدلية كـهَجَر والبحرين وجرهاء.

## القائمة

### القرن 20
| سنة النشر | العنوان | الكاتب/المحرر                     | الموضوع          | ردمك                 | الناشر                               | التوضيحات | الصفحات |
| --------- | --- | --------------------------------- | ---------------- | -------------------- | ------------------------------------ | --- | ------- |
| 1958      | أنوار البدرين ومطلع النيرين في تراجم علماء القطيف والأحساء والبحرين                                          | علي حسن البلادي                   | تراجم            | -                    | مطبعة النعمان، النجف                 | موسوعة يذكر فيها تراجم وسير لعدد كبير من رجال الدين الشيعة الإثني عشريَّة في القطيف والأحساء والبحرين، وتعد من أهم الموسوعات التي ترصد وتترجم لهم. أشرف على طبعة وتصحيحه محمد علي بن محمد رضا الطبسي. |         |
| 1959      | شعراء هجر من القرن الثانى عشر إلى القرن الرابع عشر                                                           | عبد الفتاح محمد الحلو             | تاريخ أدبي       |                      |                                      | عمل مؤلفه عضو في هيئة التدريس بالمعهد العلمي بالأحساء ما بين عامي 1955-1965 ومن خلال وظيفته تعرف على العديد من علماء وأدباء منطقة الأحساء. وهذا الكتاب يبحث في شعراء هذه المنطقة من القرن الثاني عشر إلى الرابع عشر الهجري. موضوع هذا الكتاب هو ترجمة لعلماء الأحساء الذين تعاطوا الشعر مع إيراد نماذج من أشعارهم. احتوى على 12 شاعراً تنوعت أغراض شعرهم. | 614     |
| 1960      | تحفة المستفيد بتاريخ الأحساء في القديم والجديد                                                               | محمد بن عبد الله آل عبد القادر    | تاريخ            |                      | مطابع الرياض، السعودية               | يتكون من قسمين، الأول يختص بتاريخ الأحساء حتى العهد السعودي، وإلى جانب الأحداث التاريخية فقد اشتمل هذا القسم على معلومات جغرافية عن القرى والينابيع والآبار في الأحساء. صدرت الطبعة الأولى لهذا القسم سنة 1960 بتعليق حمد الجاسر. وقسم الثاني، عن العلم والأدب في هجر عاصمة الأحساء، وأشرف على طبعه وفهرسته محمد زهير الشاويش وصدرت طبعته الأولى سنة 1963 عن المكتب الإسلامي بدمشق. ثم تمت طباعة الكتاب بقسميه الأول والثاني على نفقة علي بن عبد الله آل ثاني. طبع فيما بعد طبعة أخرى في مجلدين بالمناسبة المئوية لتأسيس المملكة العربية السعودية عام 1419 هـ/ 1998 م. | -       |
| 1978      | مجوس هجر في عصر النبوة                                                                                       | فاطمة مصطفى عامر                  | تاريخ ديني       | (ردمك 9789777301046) | دار الاعتصام                         | - | 23      |
| 1980      | تاريخ الاحساء السياسي: (1818-1913)                                                                           | محمد عرابي محمد نخلة              | تاريخ سياسي      |                      | ذات السلاسل                          | تناولت هذه الأطروحة تاريخ الاحساء في القرن التاسع عشر وهذه الدراسة تشمل أدواراً سياسية رئيسية ثلاثة، تعاقبت فيها على الاحساء قوى ثلاث لعبت أدواراً سياسية مختلفة في تارخ هذا الإقليم. وهي الدولة المصرية في عهد محمد علي والدولة السعودية الثانية، والدولة العثمانية منذ 1871 1913 ، من الاحساء كقاعدة للتوسع في الخليج. | -       |
| 1986      | الشعر في الجزيرة العربية : نجد والحجاز والأحساء والقطيف خلال قرنين 1150-1350 هـ                              | عبد الله بن حامد بن علي الحامد    | تاريخ أدبي       |                      | دار الكتاب السعودي                   | - |         |
| 1987      | أخبار القرامطة في الأحساء، الشام، العراق، اليمن                                                              | سهيل زركار                        | تاريخ سياسي-ديني |                      | دار الكوثر                           | - | 708     |
| 1988      | منطقة الأحساء عبر أطوار التاريخ                                                                              | خالد جابر الغري                   | تاريخ            |                      | الدار الوطنية الجديدة للنشر والتوزيع | عن المشاريع الحديثة والتطوير الإداري والتنموي للأحساء. ومؤلفه عمل موظفًا ببلدية الأحساء، والمنهج الذي اتبعه هو منهج المراجع العلمية الأكاديمية وتضع المادة العلمية كما هي دون تحليل أو تعليق. يحتوي موضوعات هذا الكتاب على ثقافة عامة، وتاريخ، وجغرافيا، ومعجم مفردات. فيه معلومات جديدة مزينة بصور فوتوغرافية تنشر لأول مرة حتى سنة 1992، وحصل المؤلف عليها بحكم عمله ببلدية الأحساء. | 590     |
| 1989      | صفحات من تاريخ الأحساء: مقالات تتحدث عن الأحساء في بعض أدوارها التاريخية                                     | عبد الله بن أحمد الشباط           | تاريخ            |                      | الدار الوطنية الجديدة للنشر والتوزيع | يضم مقالات تتحدث عن الأحساء في بعض أدوارها التاريخية. |         |
| 1992      | الأحساء: أدبها وأدباؤها المعاصرون                                                                            | عبد الله بن أحمد الشباط           | تاريخ أدبي       |                      | الدار الوطنية الجديدة للنشر والتوزيع | | 341     |
| 1992      | الحياة الإدارية في سنجق الإحساء العثماني (1871-1913)                                                         | محمد حسن العيدروس                 |                  |                      | دار المتنبي، أبو ظبي                 | | 95      |
| 1995      | قبيلة عبد القيس: منذ ظهور الإسلام حتى نهاية العصر الأموي                                                     | عبد الرحيم بن يوسف آل الشيخ مبارك | تاريخ قِبَلي       | (ردمك 9789960736006) | نادي المنطقة الشرقية الأدبي بالدمام  | | 257     |
| 1995      | أعلام هجر من الماضين والمعاصرين                                                                              | هاشم محمد الشخص                   | تراجم            |                      | مؤسسة أم القرى للنشر والتوزيع        | موسوعة في تراجم أعلام الجعفريين الأحسائيين من القرن الأول حتى القرن الخامس عشر هـ في عشرة أجزاء، طبعت جزء أول منها في 1995، وتعد أكبر موسوعة متخصصة في موضوعها. |         |
| 1996      | أعلام من الأحساء                                                                                             | عبد الرزاق بن عبد الله البابطين   | تراجم            |                      | الدار الوطنية الجديدة للنشر والتوزيع | دليل تراجم لأبرز الرجال الذين شاركوا في الحركة السياسية والثقافية والاجتماعية في الأحساء خلال المدة من القرن الخامس حتى القرن الرابع عشر الميلادي. وقد ضمّن المؤلف كتابه 94 شخصية، وبحث فيه سيرة هذه الشخصيات وأثرها الاجتماعي والتاريخي والفكري. واعتمد في اختيار شخصيات منهجًا مماثلا لمنهج خير الدين الزركلي في الأعلام. | 99      |
| 1999      | الأحساء: دراسة جغرافية                                                                                       | عبد الله أحمد طاهر                | جغرافيا          |                      |                                      | | 385     |
| 1999      | كانت أشبه بالجامعة: قصة التعليم في مقاطعة الأحساء في عهد الملك عبد العزيز : دراسة في علم التاريخ الاجتماعي   | محمد بن عبد اللطيف الملحم         |                  |                      | دارة الدكتور آل ملحم للنشر والتوزيع  | | 550     |
| 1999      | هجر واحة الشعر والنخيل                                                                                       | عبد الله بن أحمد الشباط           |                  |                      |                                      | | 202     |
| 1999      | الحملة العسكرية العثمانية على الأحساء والقطيف وقطر (1288-1331هـ/1871-1913م): أسبابها ونتائجها                | عبد الله ناصر سبيعي               |                  |                      | مطابع الجمعة الإلكترونية             | | 202     |
| 1999      | الحكم والإدارة في الأحساء والقطيف وقطر أثناء الحكم العثماني الثاني، (1288-1331هـ/ 1871ـ1913م): دراسة وثائقية | عبد الله بن أحمد الشباط           |                  |                      |                                      | | 343     |

### القرن 21
| سنة النشر | العنوان | الكاتب/المحرر                         | الموضوع        | ردمك                                   | الناشر                                     | التوضيحات | الصفحات |
| --------- | --- | ------------------------------------- | -------------- | -------------------------------------- | ------------------------------------------ | --- | ------- |
| 2000      | مقالات في تراث الأحساء، 1400-1403 ھ                                                                                      | عبد الله بن عبد المحسن شايب           | تاريخ          |                                        |                                            | | 256     |
| 2001      | حركة التأليف والنشر بالأحساء والمنطقة الشرقية                                                                            | عبد الرحمن بن عثمان الملا             |                | (ردمك 9960800145)                      | مركز الترجمة والتأليف والنشر               | أصل هذا الكتاب محاضرة ألقاها المؤلف بجامعة الملك فيصل في 27 محرم 1420. | 81      |
| 2001      | فتاوى علماء الأحساء: ومسائلهم                                                                                            | عبد العزيز أحمد بن عبد العزيز العصفور |                | (ردمك 9960278964، وردمك 9789960278964) | دار البشائر الإسلامية                      | | 880     |
| 2001      | التعليم التقليدي المطوع في الاحساء                                                                                       | محمد علي الحرز                        |                |                                        | دار المحجة البيضاء                         | | 167     |
| 2001      | الآثار الإسلامية بقرية البطالية، المنطقة الشرقية: دراسة في آثارها وعلاقتها بمدينة الأحساء التاريخية                      | فهد بن علي حسين                       |                |                                        | وزارة المعارف                              | | 285     |
| 2002      | نفوذ الدولة العيونية في بلاد البحرين                                                                                     | نايف بن عبد الله شرعان                |                | (ردمك 9789960726915)                   | مركز الملك فيصل للبحوث والدراسات الاسلامية | | 315     |
| 2002      | المختار من الأمثال الشعبية في الاحساء                                                                                    | إبراهيم بن عبد المحسن آل عبد القادر   | أدب            |                                        | الدار الوطنية الجديدة للنشر والتوزيع       | قال عنه نفسه "رأيت الأقلام في الأحساء شرعت في جمع ما لهذا البلد من أمثال وأخبار وأشعار ان من ألف الأمثال كان من الشباب، ولم يطلع على الأمثال القديمة التي كنت قد تحصلت عليها فكانت هذه الأمثال التي جمعت جمعاً محليا لم استعن بها في الكتب." | 259     |
| 2002      | تحفة الألباء في تاريخ الأحساء                                                                                            | سليمان بن صالح الدخيل                 |                | الدار العربية للموسوعات                | (ردمك 9789960195445)                       | | 112     |
| 2003      | الشعر الحديث في الأحساء، 1301-1400 هـ                                                                                    | خالد بن سعود الحليبي                  |                |                                        | نادي المنطقة الشرقية الأدبي                | | 480     |
| 2004      | العثمانيون وشرق شبه الجزيرة العربية: إيالة الحسا، 954-1082ھ/1547-1671م                                                   | عبد الكريم بن عبد الله المنيف وهبي    |                | (ردمك 9789960436036)                   |                                            | الجزء الثاني من صفحات من تاريخ شرقي شبه الجزيرة العربية | 574     |
| 2005      | روائع الأدب الفاطمي في الأحساء                                                                                           | محمد صالح الشيخ كاظم المطر            | تاريخ أدبي     | (ردمك 9789960436036)                   | دار المحجة البيضاء                         | | 247     |
| 2006      | ملوك وحكام و أمراء الأحساء عبر التاريخ: 4000 ق. م. - 1426 هـ                                                             | إبراهيم بن حسين                       | تاريخ سياسي    | (ردمك 996049974X)                      | ديوان الكتاب للثقافة والنشر                | | 214     |
| 2007      | المرأة: مدخل من خلال الأمثال في الأحساء                                                                                  | عبد الله بن عبد المحسن شايب           |                |                                        | ديوان الكتاب للثقافة والنشر                | | 143     |
| 2008      | ساحل القرامطة:دراسة تاريخية لقرامطة هجر 281 - 378 هـ                                                                     | حسين بن حسن آل سلهام                  |                |                                        | دار كيوان للطباعة والنشر والتوزيع          | | 520     |
| 2008      | الأحساء: مجد الأجداد قدوة الأحفاد                                                                                        | صالح عبد الوهاب الموسى                | تاريخ          |                                        |                                            | |         |
| 2009      | الأحساء في القرن الثاني عشر الهجري: بنو خالد والدولة السعودية الأولى، العتوب وعلاقتهم ببني خالد، بني خالد والخليج العربي | خلف بن دبلان بن خضر وذيناني           |                | ردمك                                   | دار القاهرة                                | | 397     |
| 2009      | منتظم الدرين في أعيان الأحساء والقطيف والبحرين                                                                           | محمد علي التاجر                       |                |                                        | مؤسسة طيبة لإحياء التراث                   | بقي مخطوطًا مع مضي أكثر أربعين عامًا على وفاة مؤلفه في 1967، فضاع أكثره حتى اعتنى بجمعه وتحقيقه ضياء بدر آل سنبل وأتمه في 14 ربيع الثاني 1429 في مكتبه بقُم، إيران.. تميز بعدة خصائص منها سعة تراجمه لتشمل القطيف والأحساء والبحرين من دون اختصاصة بمذهب الفقهي أو طائفة خاصة ولا زمان مخصوص، من الأدباء والعلماء والوجهاء، واشتماله على تراجم كثيرة للأعلام معاصرين له مما لا نجده في كتاب آخر. |         |
| 2010      | أحسائيون مهاجرون | محمد علي الحرز                        |                |                                        | دار المحجة البيضاء                         | | 408     |
| 2010      | العملات المتداولة في القطيف والاحساء من القرن العاشر إلى العهد السعودي: دراسة وثائقية                                    | نزار حسن آل عبد الجبار                |                | (ردمك 9786030030552)                   | الانتشار العربي                            | | 173     |
| 2011      | هجر ما قبل النفط: لمحات من الحياه التقليدية في الاحساء قبيل ظهور النفط                                                   | عبد الله هاشم                         |                | (ردمك 9789960691732)                   | الدار الوطنية الجديدة للنشر والتوزيع       | | 229     |
| 2011      | القطيف والأحساء: آثار وحضارة                                                                                             | فرج الله أحمد يوسف                    | تاريخ حضاري    | (ردمك 9786039001683)                   | دار القوافل                                | عدد 10 من سلسلة قرى ظاهرة على طريق البخور | 136     |
| 2011      | كتاب الأخبار عما في الأحساء من التراث والآثار                                                                            | خالد بن فوزان الفوزان                 | تاريخ وجغرافيا | (ردمك 9789960691732)                   | الدار الوطنية الجديدة للنشر والتوزيع       | عن جغرافية الأحساء وتاريخها من الجاهلية حتى العصر الحديث مزودة أبحاثه بالصور | 614     |
| 2013      | من الذاكرة الأحسائية : صفحات من تراث الأحساء في القرن العشرين                                                            | أحمد بن حسن البقشي                    |                | (ردمك 9786030132034)                   | الدار الوطنية الجديدة للنشر والتوزيع       | | 355     |
| 2013      | الأحساء أصالة وعطاء | عبد اللطيف الوحيمد                    |                |                                        |                                            | | 200     |
| 2014      | أمثال وأقوال من عامية الأحساء                                                                                            | محمد بن حسين الرمضان                  |                |                                        | مؤسسة الكوثر للمعارف الإسلامية             | | 897     |
| 2015      | ماضي القارة وحاضرها | أحمد معتوق محمد العيثان               |                | (ردمك 9786144263846)                   | دار المحجة البيضاء                         | مجلدين | 1317    |
| 2015      | من الأحساء وإليها | مهنا الحبيل                           |                |                                        | دار وجوه                                   | | 191     |
| 2017      | الأحساء ذاكرة التعايش | محمد حامد الغامدي                     |                | (ردمك 9786038188125)                   | دار الكفاح                                 | جمع المؤلف فيه كل ما كتبه عن الأحساء إبان فترة عمله فيها، التي بدأت منذ عام 1979 وانتهت في 2015 ليتضمن الكتاب 104 مواضيع وضعها في 10 مجموعات. | 428     |
| 2019      | الحياه العلمية في الأحساء في عهد إمارة بني خالد، 1080-1208ه /1669-1793م                                                  | علي بن سالم صيخان                     |                |                                        |                                            | | 368     |
| 2020      | مروا بالأحساء | عبد العزيز الضامر                     | ثقافة عامة     | (ردمك 9786039136354)                   | مركز الأدب العربي للنشر والتوزيع           | عن أبرز الشخصيات التي حققت حضوراً في الأحساء واسهمت في التكوين العلمي والثقافي من خلال مرورهم بها. قام المؤلف بتوثيق تاريخ هذه الشخصيات فترة إقامتها في الأحساء، وأبرز المواقف والحكايات التي حدثت لهم. | 192     |